# Marilena Adamo
Marilena Adamo (Novara, 17 aprile 1950) è una politica italiana, senatrice del Partito Democratico dal 2008 al 2013.

## Biografia
Trasferita a Milano dal 1961, ha frequentato il Liceo Ginnasio Giuseppe Parini, si è laureata in Filosofia e Pedagogia presso l'Università Statale ed è stata insegnante di lettere nelle scuole medie oltre ad occuparsi della formazione degli insegnanti.
Ha militato nelle file del PCI, dove si interessa alle battaglie per l'emancipazione della donna.
Presidente del Consiglio di Zona di Milano, quindi consigliera comunale e assessore all'Educazione dal 1987 al 1990. Nel 1995 viene eletta consigliera regionale con il PDS in Lombardia ed è capogruppo consiliare.. Nel 1998 confluisce nei DS. Nel 2000 si conclude il suo mandato in consiglio regionale.
Nel 2008 viene eletta senatrice per il Partito Democratico. Fa parte della Giunta delle elezioni e delle immunità parlamentari, della 1ª commissione permanente (Affari costituzionali), della 14ª commissione permanente (Politiche dell'Unione europea) e del Comitato parlamentare per i procedimenti di accusa. Conclude il proprio mandato parlamentare nel 2013.
Successivamente fa parte del consiglio d'amministrazione dell'Istituto nazionale Ferruccio Parri, rete degli istituti per la Storia della Resistenza e dell'età contemporanea.